# Soplo Vital
Soplo Vital is een ongenummerd album van Michel Huygen. Het is speciaal gemaakt en verzameld voor Anorexbu asociación; een in Madrid gevestigde stichting voor onderzoek etc. op het gebied van eetstoornissen, zoals anorexia nervosa en boulimia nervosa. Verkoop werd alleen via die stichting geregeld, alle opbrengsten gingen naar de stichting.

## Musici
Michel Huygen speelt alle instrumenten.

## Muziek
| Nr. | Titel                        | Duur  |
| --- | ---------------------------- | ----- |
| 1.  | Europa es Europa (Huygen)    | 5:48  |
| 2.  | Venezia (Huygen)             | 3:11  |
| 3.  | Folie d'amour (Huygen)       | 4:57  |
| 4.  | Ternura (Huygen)             | 3:57  |
| 5.  | Paz dese tus Ojos (Huygen)   | 4:06  |
| 6.  | Tú (Huygen)                  | 3:48  |
| 7.  | Astralia (Huygen)            | 2:58  |
| 8.  | Promenade (Huygen)           | 4:56  |
| 9.  | Hasta siempre (Huygen)       | 3:43  |
| 10. | Dernier message (Huygen)     | 3:34  |
| 11. | Tesoros (Huygen)             | 4:30  |
| 12. | Lejanía (Huygen)             | 4:30  |
| 13. | La luz del espíritu (Huygen) | 4:15  |
| 14. | Elementum (Huygen)           | 14:23 |